# Melapera
Melapera är ett släkte av fjärilar. Melapera ingår i familjen nattflyn.
Kladogram enligt Catalogue of Life:
| Melapera | \| \| Melapera rhodophora \| \| \| \| \| \| Melapera roastis \| \| \| \| |
|          | \| \| Melapera rhodophora \| \| \| \| \| \| Melapera roastis \| \| \| \| |
|          | Melapera rhodophora                                                      |
|          |                                                                          |
|          | Melapera roastis                                                         |
|          |                                                                          |